# Dorfkirche Trebus (Fürstenwalde)

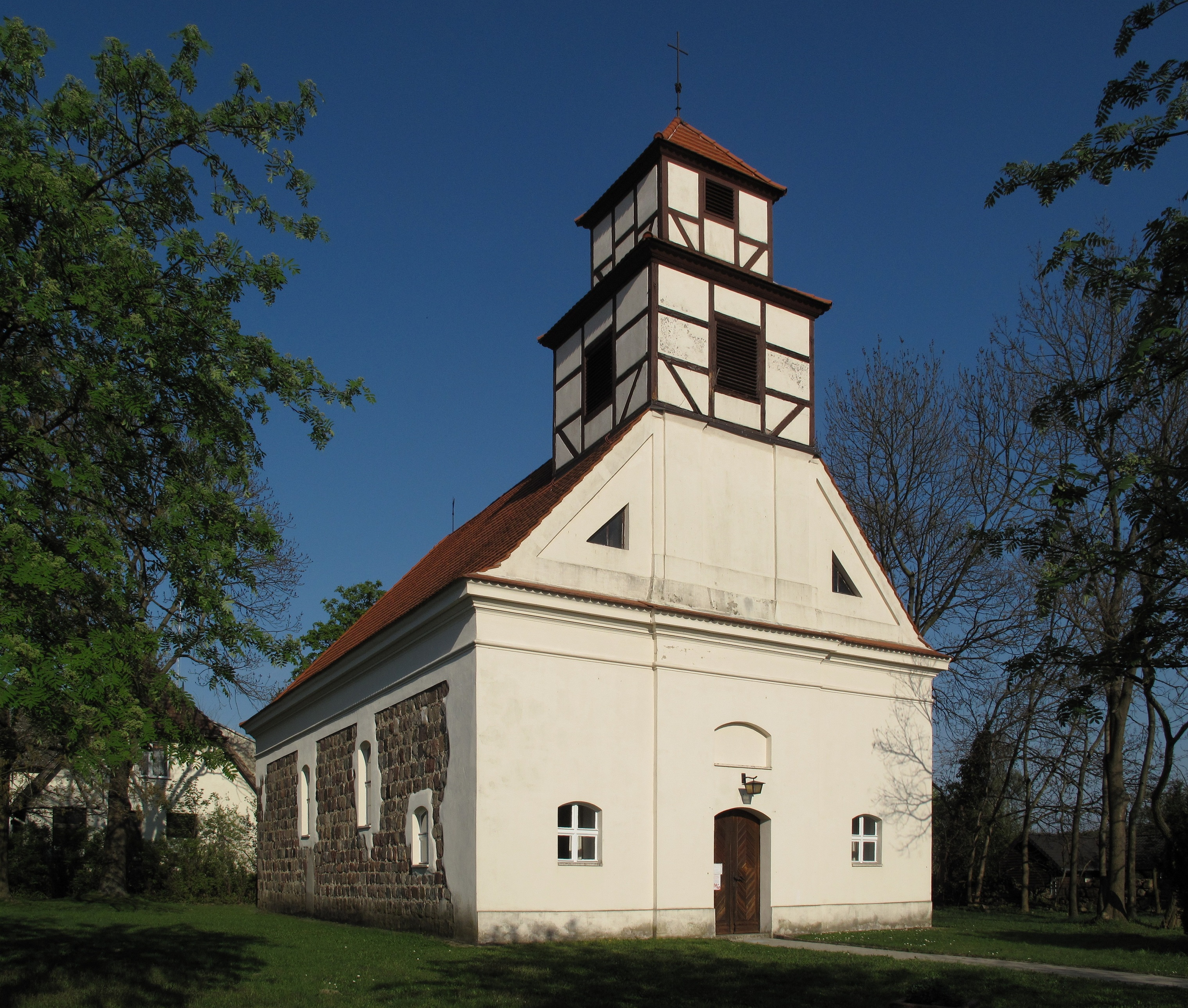
Dorfkirche Trebus im Jahr 2011

Die Dorfkirche Trebus  ist die evangelische Kirche von Trebus, einem Ortsteil der Stadt Fürstenwalde/Spree im Landkreis Oder-Spree in Brandenburg. Sie gehört zum Kirchenkreis Oderland-Spree der Evangelischen Kirche Berlin-Brandenburg-schlesische Oberlausitz.
Der mehrfach zerstörte und wiederaufgebaute einschiffige Rechteckbau geht in seiner Grundstruktur auf das späte 13. Jahrhundert zurück. Ihr heutiges Gesicht erhielt die teilverputzte Feldsteinkirche in der Mitte der 1950er Jahre, als das zum Ende des Krieges ausgebrannte Gebäude wiederaufgebaut wurde. Der Saalbau hat einen aufgesetzten Fachwerkturm und steht unter Denkmalschutz. Laut Dehio handelt es sich um einen im 18. Jahrhundert barockisierten Feldsteinbau.

## Ort und Gemeinde
Das 1285 unter Trybuss (Trebuser See) ersterwähnte Dorf liegt rund fünf Kilometer nördlich des Stadtzentrums von Fürstenwalde und wurde 1993 in die Stadt eingemeindet. Der aus der slawischen Siedlungszeit stammende Ortsname bedeutet entweder Ort, wo gerodet wurde oder Siedlung eines Mannes namens Trebuch oder Trebusch. Die dem Bistum Lebus zugehörige Kirche gehörte im Mittelalter zur Sedes Falkenhagen. Im 15. Jahrhundert mussten jährlich zwei Talente als Cathedratikum (Klerikal-Abgabe) an den Bischof abgeführt werden. Siegmund Wilhelm Wohlbrück verzeichnete Trebus in der Geschichte des ehemaligen Bisthums Lebus und des Landes dieses Nahmens als Dorf mit einer Pfarrkirche und einem Rittersitz.
Heute ist die Kirchengemeinde Teil der St.-Marien-Domgemeinde Fürstenwalde/Spree im Kirchenkreis Oderbruch der Evangelischen Kirche Berlin-Brandenburg-schlesische Oberlausitz (EKBO). Das Gebäude wird sporadisch, insbesondere zu Feiertagen, für Gottesdienste genutzt. Die Kirche liegt auf dem Jakobsweg von Fürstenwalde nach Müncheberg.

## Baugeschichte und Architektur

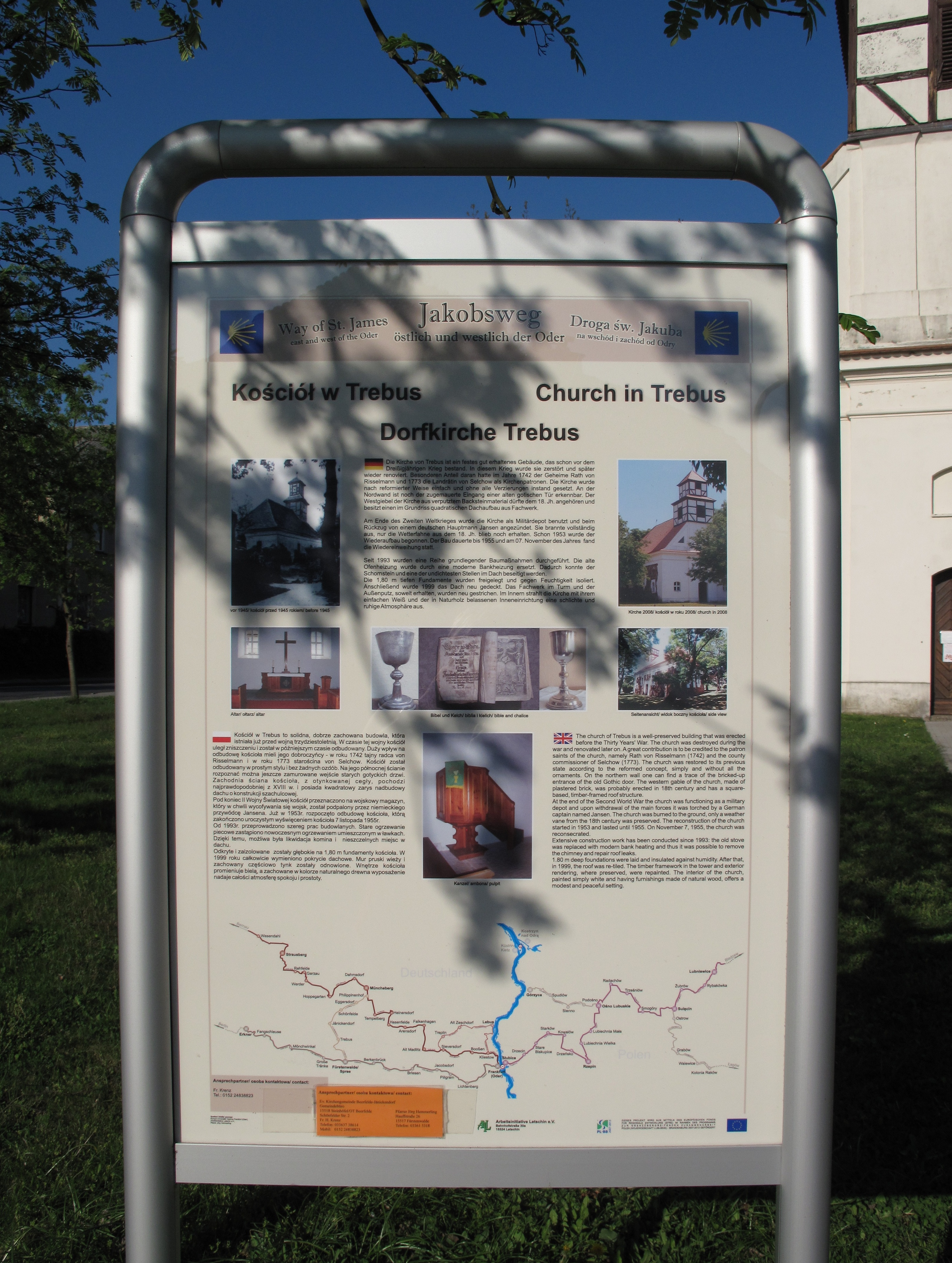
Informationsschild des Jakobswegs mit Bildern der Innenausstattung

Der Ursprungsbau der Kirche soll aus dem späten 13. Jahrhundert stammen. In seiner Chronik von Fürstenwalde beschrieb Georg Friedrich Gottlob Goltz, Inhaber der Oberpfarrstelle am Fürstenwalder Dom, die Kirche 1837 als festes, gut erhaltenes Gebäude, das im Dreißigjährigen Krieg (1618–1648) zerstört worden sei. Laut Goltz ist die Kirche später renoviert worden und insbesondere 1742 vom Geheimen Rath von Risselmann und 1773 von der Landrätin und Kirchenpatronin von Selchow in guten Stand gesetzt [worden], und zwar nach reformierter Weise einfach und ohne alle Verzierungen. An der Nordwand konnte Goltz 1837 noch den zugemauerten Eingang einer alten gotischen Tür erkennen. Der Kunstband Die Kunstdenkmäler des Kreises Lebus von 1909 beschrieb die Kirche als einfache rechteckige Anlage, deren Umfassungsmauern, soweit sie aus verputztem Backsteinmaterial bestünden, dem 18. Jahrhundert angehören dürften. Über der Westfront besitze sie einen im Grundriss quadratischen Dachreiter aus Fachwerk.
Zum Ende des Zweiten Weltkriegs diente die Kirche als Militärdepot und wurde beim Rückzug der Wehrmacht von einem deutschen Hauptmann angezündet. Die Kirche brannte vollständig aus. Erhalten blieb lediglich die Wetterfahne aus dem 18. Jahrhundert. Zwischen 1953 und 1955 wiederaufgebaut, fand am 7. November 1955 die Wiedereinweihung statt. Nach der Deutschen Wiedervereinigung wurden umfangreiche Bau- und Sanierungsmaßnahmen durchgeführt. Nach dem Einbau einer Bankheizung wurde der Schornstein abgetragen, dabei wurde das Dach mit einer umfangreichen Balkenreparatur an seiner undichtesten Stelle abgedichtet. Die 1,80 Meter tiefen Fundamente wurden freigelegt und gegen Feuchtigkeit isoliert. 1999 erhielt das Dach eine neue Deckung und das Fachwerk des Turms und der Außenputz, soweit noch vorhanden, wurden neu gestrichen.
Am 11. September 2011 wurden der Kirchturm und das Dach bei einem Sturm und Gewitter stark beschädigt. Da ein Teil des Schadens von der Versicherung übernommen wurde, konnten bis Juli 2012 erste Sicherungsarbeiten und Reparaturen durchgeführt werden. Dabei zeigten sich größere Schäden auch am Fachwerk, für deren Behebung eine Kostenschätzung und Planung in Auftrag gegeben wurde. Bis zur abschließenden Instandsetzung, die im Oktober 2018 begann, konnte die Trebuser Glocke nicht mehr geläutet werden.

## Innenausstattung
Laut der Gemeindehomepage strahlt die Kirche mit ihrem einfachen Weiß und der in Naturholz belassenen Inneneinrichtung eine schlichte und ruhige Atmosphäre aus. Seit den Sanierungsarbeiten Mitte der 1950er-Jahre ersetzt eine moderne Bankheizung die alte Ofenheizung. Nach der Isolierung der Fundamente gegen Feuchtigkeit erfolgte auch im Innenraum eine Erneuerung des Putzes, der anschließend übermalt wurde. Zur Ausstattung gehören ein hölzerner Altar und eine hölzerne Kanzel. An der Wand hinter dem Altar befindet sich ein schlichtes Kreuz, gleichfalls aus Holz gearbeitet. Die Kirche verfügt über zwei Abendmahlskelche aus Zinn und eine historische Bibel.